# Convenzione sulla prevenzione degli infortuni (marittimi), 1970
La Convenzione sulla prevenzione degli infortuni (marittimi), 1970 è la convenzione n. 134 dell'Organizzazione internazionale del lavoro (ILO), adottata il 30 ottobre 1970, a seguito della riunione del 14 ottobre 1970 a Ginevra della Conferenza generale dell'Organizzazione internazionale del lavoro, nel corso della sua 55ª sessione.

## Ratifiche
A settembre 2023, la convenzione era stata ratificata da 29 Stati.